# Béda Lak
Béda Lak, vlastním jménem Bedřich Lak (20. února 1896, Praha – 4. prosince 1971, Praha) byl český herec, komik a artista.

## Profesní život
Působil v několika pražských kabaretech (mj. Hvězda, U Bílé labutě, U medvídků a Lucerna). Od roku 1922 vedl sám kabaret v Edenu a později vystupoval v Alhambře (1924) a Bohémě (1929). Byl artistou, žonglérem a kouzelníkem. Se svými čísly procestoval mnoho zemí Evropy (déle působil ve Vídni, Bruselu a Paříži). Ve 30. letech pak působil převážně v Německu. Své nejznámější estrádní číslo (trvající téměř půl hodiny) nazval Všech sedm najednou. Bylo také zvěčněno ve filmu V. Ch. Vladimírova Strýček z Ameriky (1933).

## Citát
| „                   | No a kdybychom měli jmenovat někoho z Čechů, tak rozhodně Béda Lak, jeho fantastické číslo: házel kuželky do číší a před nimi měl při tom dvě malé židličky a na nich cylindr. A on vždycky přerušil házení, šel k prvnímu cylindru, vzal jej a přelil z něj vodu do druhého. Prázdnej cylindr vrátil zpátky. Pak házel dál a znovu šel k onomu jakoby prázdnýmu cylindru a znovu z něj vylil vodu - voda neubejvala v jednom a nepřibejvala v druhém. Jednou byl na představení i prezident Zápotocký se ženou a Béda za nimi pak šel do lóže a paní Zápotocká se ptala: pane Lak, jak to děláte s těmi cylindry? A on jí odpověděl: Milostivá paní, já už to dělám třicet let a víte, že to nevím? | “ |
| — Miroslav Horníček | |   |

## Ocenění
- Vyznamenání Za vynikající práci [2]

## Filmografie
- 1933 Strýček z Ameriky, role: ekvilibrista, režie V. Ch. Vladimírov
- 1968 Šíleně smutná princezna, cirkusák, režie Bořivoj Zeman
- 1968 Rakev ve snu viděti, kustod, režie Jaroslav Mach
- 1968 Chvilka v maringotce: Béda Lak (medailon umělce), Česká televize, režie J. Nesvadba
- 1970 Pan Tau a samá voda (TV seriál, 6. díl), kapitán parníku Nautilus, režie Jindřich Polák
- 1970 Pan Tau jde do školy (TV seriál, 5. díl), kapitán, režie Jindřich Polák
- 2003 Lidé z manéže, režie Břetislav Rychlík